# RFL Championship 1966-67
El Championship de 1966-67 fue la 72.º edición del torneo de rugby league más importante de Inglaterra.

## Formato
Los equipos se enfrentaron en formato de todos contra todos, los primeros 16 equipos clasificaron a postemporada.
Se otorgaron 2 puntos por cada victoria, 1 por el empate y 0 por la derrota.

## Desarrollo

### Tabla de posiciones
| Pos. | Equipo               | Encuentros | Encuentros | Encuentros | Encuentros | Puntos |
| Pos. | Equipo               | PJ         | PG         | PE         | PP         | Puntos |
| ---- | -------------------- | ---------- | ---------- | ---------- | ---------- | ------ |
| 1    | Leeds Rhinos         | 34         | 29         | 0          | 5          | 58     |
| 2    | Hull Kingston Rovers | 34         | 26         | 2          | 6          | 54     |
| 3    | Wakefield Trinity    | 34         | 27         | 0          | 7          | 54     |
| 4    | St Helens RFC        | 34         | 22         | 3          | 9          | 47     |
| 5    | Bradford Northern    | 34         | 22         | 2          | 10         | 46     |
| 6    | Workington Town      | 34         | 22         | 1          | 11         | 45     |
| 7    | Swinton Lions        | 34         | 20         | 3          | 11         | 43     |
| 8    | Castleford Tigers    | 34         | 21         | 0          | 13         | 42     |
| 9    | Hull FC              | 34         | 18         | 3          | 13         | 39     |
| 10   | Oldham RLFC          | 34         | 18         | 2          | 14         | 38     |
| 11   | Halifax RLFC         | 34         | 18         | 2          | 14         | 38     |
| 12   | Warrington Wolves    | 34         | 18         | 1          | 15         | 37     |
| 13   | Leigh Centurions     | 34         | 17         | 3          | 14         | 37     |
| 14   | Salford Red Devils   | 34         | 18         | 1          | 15         | 37     |
| 15   | Barrow Raiders       | 34         | 17         | 2          | 15         | 36     |
| 16   | Widnes Vikings       | 34         | 15         | 5          | 14         | 35     |
| 17   | Wigan Warriors       | 34         | 17         | 0          | 17         | 34     |
| 18   | Rochdale Hornets     | 34         | 15         | 4          | 15         | 34     |
| 19   | Dewsbury Rams        | 34         | 15         | 1          | 18         | 31     |
| 20   | Featherstone Rovers  | 34         | 12         | 3          | 19         | 27     |
| 21   | Huddersfield Giants  | 34         | 13         | 0          | 21         | 26     |
| 22   | York FC              | 34         | 13         | 0          | 21         | 26     |
| 23   | Bramley RLFC         | 34         | 12         | 0          | 22         | 24     |
| 24   | Keighley Cougars     | 34         | 11         | 1          | 22         | 23     |
| 25   | Hunslet FC           | 34         | 9          | 2          | 23         | 20     |
| 26   | Blackpool Borough    | 34         | 9          | 2          | 23         | 20     |
| 27   | Whitehaven RLFC      | 34         | 10         | 0          | 24         | 20     |
| 28   | Liverpool Stanley    | 34         | 9          | 0          | 25         | 18     |
| 29   | Doncaster RLFC       | 34         | 8          | 1          | 25         | 17     |
| 30   | Batley Bulldogs      | 34         | 7          | 0          | 27         | 14     |

|  | Clasificados a postemporada. |

### Postemporada

#### Octavos de final
| 1967 | Leeds | 27 - 18 | Widnes |  |  |

| 1967 | Castleford | 21 - 7 | Hull |  |  |

| 1967 | Bradford | 12 - 6 | Warrington |  |  |

| 1967 | St Helens | 37 - 12 | Leigh |  |  |

| 1967 | Wakefield | 48 - 8 | Salford |  |  |

| 1967 | Workington | 23 - 14 | Halifax |  |  |

| 1967 | Swinton | 15 - 7 | Oldham |  |  |

| 1967 | Hull KR | 17 - 15 | Barrow |  |  |

#### Cuartos de final
| 1967 | Leeds | 9 - 13 | Castleford |  |  |

| 1967 | Bradford | 8 - 15 | St Helens |  |  |

| 1967 | Wakefield | 22 - 2 | Workington |  |  |

| 1967 | Swinton | 10 - 36 | Hull KR |  |  |

#### Semifinal
| 1967 | Castleford | 3 - 14 | St Helens |  |  |

| 1967 | Wakefield | 18 - 6 | Hull KR |  |  |

#### Final
| 10 de mayo de 1967 | Wakefield Trinity | 21 - 9 | St Helens RFC | Station Road, Mánchester |  |

| Bandera de Inglaterra     |
| Campeón Wakefield Trinity |
| Primer título             |